# جون داي (عالم عقيدة)
جون داي (بالإنجليزية: John Day)‏ هو عالم عقيدة بريطاني، ولد في 13 سبتمبر 1948 في لندن في المملكة المتحدة.